# Humberto Fernández-Morán
Humberto Fernández-Morán y Villalobos (Concepción, 18 de febrero de 1924-Estocolmo, 17 de marzo de 1999) fue un médico y reconocido científico venezolano en el campo de las ciencias físicas y biológicas. Recibió en 1967 el premio Vovain por su invento, el bisturí de punta de diamante. Contribuyó además al desarrollo del microscopio electrónico, y fue la primera persona en introducir el concepto de crioultramicrotomía. Trabajó en el área de criosmicroscopía electrónica, en el uso de lentes superconductores y helio líquido en los microscopios electrónicos. Ayudó en la mejora de los ultramicrotomos.
Fernández-Morán fue el fundador del Instituto Venezolano de Neurología e Investigaciones Cerebrales (IVNIC), precursor del actual Instituto Venezolano de Investigaciones Científicas (IVIC). Fue Ministro de Educación hasta el final del gobierno de Marcos Pérez Jiménez, cuando sale al exilio voluntario en 1958. Durante su exilio, se desempeñó como docente investigador de la Universidad de Chicago, siendo uno de los científicos que más aportó al desarrollo del proyecto de la NASA en el programa Apolo.
Estudió medicina en la Universidad de Múnich, donde se graduó summa cum laude en 1944. Se casó con Anna Browallius (de nacionalidad sueca), con la cual tuvo dos hijas: Brígida Elena y Verónica. Fernández falleció en Estocolmo, producto de un aneurisma cerebral. El cuerpo del Dr. Humberto Fernández fue cremado, y sus cenizas reposaron entre 2000 y 2025 en el cementerio El Cuadrado en Maracaibo, hasta que fueron elevadas al Panteón Nacional por decreto del presidente Nicolás Maduro, con el apoyo del Consejo Legislativo del Zulia y la Asamblea Nacional. 

## Biografía
Humberto Fernández-Morán nació en Maracaibo, Estado Zulia, el 18 de febrero de 1924. Sus padres fueron Luis Fernández-Morán y Elena Villalobos. Humberto, cursa sus estudios primarios en el Colegio Alemán de Maracaibo pero solo en parte dado que en 1936, con apenas 12 años, tiene que partir al exilio con sus padres y sus hermanos (Tito, Ofelia y Alfonso) a Nueva York, debido a las diferencias políticas que tenía su padre con el entonces gobernador del Estado Zulia, Vincencio Pérez Soto. Posteriormente, poco después de la muerte del dictador Juan Vicente Gómez, Fernández vuelve a Venezuela y continúa sus estudios de bachillerato en el Colegio Alemán de Maracaibo. En 1937, cuando no había concluido la secundaria, es enviado a Alemania por su padre y por recomendación del director del colegio debido a sus altas aptitudes académicas.
Humberto Fernández-Morán recibió un B.A. (título de grado) en el instituto Schulgemeinde del distrito de Schwandorf de Baviera y luego fue enviado a la edad de 16 años a estudiar Medicina en la Universidad de Múnich de la Alemania hitleriana. Comienza sus estudios poco después del inicio de la Segunda Guerra Mundial, su padre trata de convencerlo de que se devolviera a Venezuela, pero se rehúsa a hacerlo. Se gradúa de médico cirujano y doctor en ciencias médicas en 1944. A los 8 meses de haberse graduado regresa a Venezuela pero no logra ejercer su profesión por ser menor de edad. Revalida su título en la Universidad Central de Venezuela (UCV) y ejerce por un corto periodo de tiempo en el hospital psiquiátrico de Maracaibo y dando clases de biofísica en la UCV durante 3 meses. Posteriormente realizó un internado en neurología y neuropatologia en la Universidad George Washington desde 1945 a 1946. Desde 1946 hasta 1948 hizo una residencia de neurocirugía en el Hospital Serafimer en Estocolmo con el neurocirujano Herbert Olivecrona, mientras trabajaba como investigador en el área de Microscopía electrónica de 1947 a 1949 en el Instituto Nobel de Física y luego tres años (1948-1951) en el Instituto de Investigación Celular y Genética, parte del Karolinska Institutet en Estocolmo. En 1951 recibió una maestría en biología celular y el año siguiente su doctorado en biofísica de la Universidad de Estocolmo.

## Instituto Venezolano de Neurología e Investigaciones Cerebrales
En el año 1954, Fernández-Morán decide retornar a Caracas y después de conversar con el presidente Marcos Pérez Jiménez sobre la necesidad de contar con un centro de investigación de alto nivel—al estilo estadounidense o europeo— obtiene el apoyo gubernamental para fundar el Instituto Venezolano de Neurología e Investigaciones Cerebrales (IVNIC), dándole una magnífica ubicación geográfica en la cumbre de una montaña llamada Altos de Pipe (estado Miranda). Allí se creó la Biblioteca Científica de Latinoamérica, se instaló el primer reactor nuclear de Latinoamérica y el primer centro científico tecnológico del continente. La creación del IVNIC costó 50 millones de dólares, amparada por las riquezas petroleras del país y del interés del general Pérez Jiménez de llevar a Venezuela a la vanguardia tecnológica y el desarrollo al nivel de los países del primer mundo. La propuesta de Fernández partió de la idea de incorporar los más recientes avances en microscopia electrónica al estudio del cerebro. Desde su inauguración en diciembre de 1954, Fernández dirigió el IVNIC hasta 1958. El 6 de junio de 1955 creó la cátedra de Biofísica de la Universidad Central de Venezuela.
El 13 de enero de 1958, el entonces presidente Pérez Jiménez removió al General Néstor Prato Chacón como Ministro de Educación para nombrarlo Jefe del Estado Mayor, y en su puesto nombró a Fernández, el hombre de mayor prestigio científico del país en su época. Fernández solo duró 9 días en su puesto como Ministro de Educación al ser derrocado Pérez Jiménez. Con la caída del dictador, Fernández se ve obligado a tomar la decisión del exilio voluntario. A partir de 1959, el IVNIC se convirtió en el actual Instituto Venezolano de Investigaciones Científicas (IVIC). En Boston fue contratado por el Hospital General de Massachusetts como asistente de biofísica del servicio de neurología hasta el año 1962. Durante esos 4 años en el hospital estadounidense dio charlas y discursos en el departamento de Biología del Instituto Tecnológico de Massachusetts. Fue igualmente investigador asociado de la Universidad de Harvard.
En 1962, Fernández fue contratado como profesor del Departamento de Biofísica de la Universidad de Chicago. donde concibió y desarrolló el ultramicroscopio electrónico de alta resolución, en esa universidad recibe la distinción de profesor vitalicio. Igualmente impartió clases en diferentes universidades, como el Instituto Tecnológico de Massachusetts y la Universidad de Estocolmo.

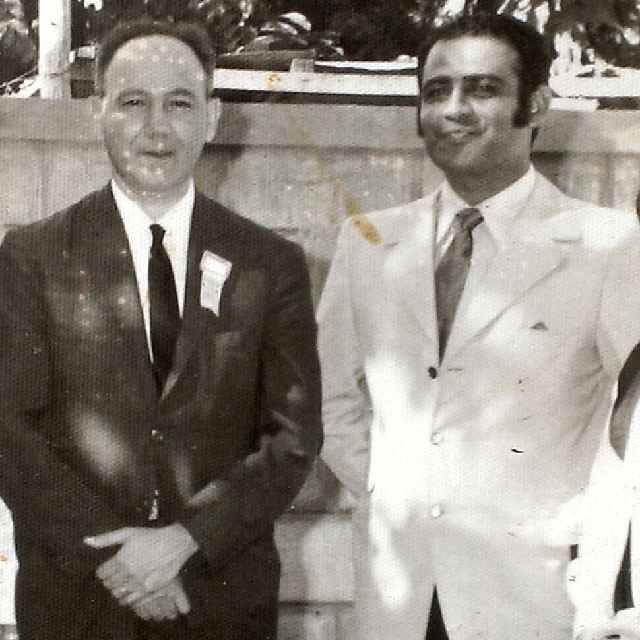
El Dr. Humberto Fernández (Izq) y el Prof. Eduardo Gónzalez (Der) en la Escuela Básica Estadal "Humberto Fernández" en Maracaibo.

## Investigaciones científicas
En 1955 patenta el bisturí punta de diamante y en 1959 contribuyó al uso de la criofijación y técnicas de preparación de baja temperatura usando helio II, aplicándolas al estudio de la ultraestructura de tejidos. Así mismo, hizo importantes contribuciones al conocimiento de la estructura del nervio.
En 1960 propuso por primera vez observar directamente muestras hidratadas congeladas (frozen-hydrated), construyendo el primer crio-microscopio electrónico y el primer crio-portamuestra, con lo que introduce el concepto de crio-microscopía electrónica siendo considerado por la Universidad de Harvard en la lista de los 100 estudiosos que más aportaron al desarrollo científico del siglo pasado. En 1970 es contratado por la NASA para trabajar en el proyecto Apolo en el campo del análisis físico-químico de las rocas lunares.
El Dr. Fernández expone en el I Congreso Venezolano y Latinoamericano de Neurociencias (Maracaibo 1979) los avances sobre las investigaciones sobre la organización molecular de membranas celulares analizadas con la técnica propuesta.
En 1998 el IVIC crea el Centro de Biología Estructural Humberto Fernández con el objetivo de interpretar los fenómenos biológicos a un nivel molecular mediante un amplio rango de estudios de la estructura de proteínas, ácidos nucleicos, membranas, organelos y virus utilizando técnicas como la crio-microscopia electrónica, el procesamiento digital de imágenes, la resonancia magnética nuclear, la difracción de rayos-X de pequeño ángulo y la cristalografía de rayos-X.

### Reconocimientos
- Título de caballero de la Orden de la Estrella Polar, conferida por el rey de Suecia.

- Medalla Claude Bernard, entregada por la universidad de Montreal.

- Premio Médico del Año, otorgado por la universidad de Cambridge.

- Medalla John Scott 1967

- Reconocimiento especial entregado por la NASA con motivo del X aniversario del programa Apolo.

- Centro de Biología Estructural Humberto Fernández del IVIC.

- Escuela Básica Estatal "Humberto Fernández" en Maracaibo.

- (196476) Humfernandez: asteroide del cinturón principal nombrado en honor a Humberto Fernández, descubierto el 2 de mayo de 2003 por los astrónomos Ignacio Ferrín y Carlos Leal en el Observatorio Astronómico Nacional de Llano del Hato, ubicado en la Cordillera de Mérida, Venezuela.

## Vida personal y fallecimiento.
Fernández era políglota, pues hablaba fluidamente español, inglés, sueco, francés y alemán.
Fernández-Morán murió en Estocolmo, Suecia, en 1999, a sus 75 años, como consecuencia de una aneurisma cerebral. Respetando su última voluntad fue cremado y desde el año 2000 sus cenizas reposanban en el Cementerio El Cuadrado en Maracaibo, su ciudad natal.Fueron depositadas en un pequeño mausoleo, al lado de los restos mortales de su padre. 
Está previsto el traslado al Panteón nacional de los restos mortales del científico zuliano Humberto Fernández Morán, que reposaban, desde el 2020, en el cementerio Cuadrado, ubicado en Maracaibo. Los restos de Fernández Morán "fueron exhumados por solicitud del presidente Nicolás Maduro con la finalidad de trasladar sus restos al Panteón nacional para honrar su memoria y rendir un justo reconocimiento a uno de los científicos más destacados del siglo XX", informa, en sus redes, la Oficina de Información y Comunicación, del Minci, en el Zulia. La mañana de este viernes 14 de marzo, los restos fueron llevados de manera solemne a la Basílica de la Virgen de Chiquinquirá. A la misa en el santuario mariano asistieron la vicepresidenta sectorial de Ciencia, Tecnología y Salud, Gabriela Jiménez; el presidente de Corpozulia, Néstor Reverol, y el alcalde de Mara, Luis Caldera, entre otros funcionarios; autoridades universitarias y marabinos que se acercaron al templo. En la misa, el párroco rector de la Basílica, Nedward Andrade, señaló que Humberto Fernández Morán, el brillante científico y médico, supo conjugar muy bien lo que significa la fe y la razón. Su pasión por la medicina lo llevó a desarrollar el bisturí, corte de diamante, una herramienta que transformó las técnicas quirúrgicas (...) fue un ferviente defensor de la investigación y la educación en Venezuela.
A través de su dedicación, ha inspirado a generaciones de médicos y científicos a buscar el conocimiento y contribuir al bienestar de la humanidad". En esta celebración litúrgica exequial, "damos gracias a Dios por el don del Dr. Humberto Fernández Morán. Además, encomendamos su alma y despediremos sus restos mortales que serán trasladados al Panteón nacional como un reconocimiento merecido por su inmenso aporte al país", reseña la citada oficina de información. Finalizada la misa, las cenizas del ilustre científico fueron trasladadas por el Dr. Nelson Fernández, primo de Fernández Morán. En la plazoleta hubo un homenaje del Sistema de Orquestas y Coros Juveniles e Infantiles de Venezuela.